# 顕著な大雪に関する気象情報
顕著な大雪に関する気象情報（けんちょなおおゆきにかんするきしょうじょうほう）は、特別豪雪地帯・豪雪地帯の一部において短時間に顕著な降雪が観測され、今後も継続すると見込まれる場合に、気象台から発表される情報である。

## 概要
2017年（平成29年）の12月から2018年（平成30年）の3月にかけて多発した大雪では、1月の首都圏での大雪や 2月の北陸地方での大雪など、集中的・記録的な降雪や、降雪の少ない地域における記録的な積雪により、大規模な車両渋滞・滞留を引き起こすなど、大雪災害による社会活動への影響が問題となった。気象庁が出す災害関連情報について、大雨においては大雨特別警報の新設、警戒レベルの定義による各種機関発出情報の規格化が行われていたが、大雪に関する警戒情報は気象情報以外に特別警報・気象警報しかなく、特別警報の運用開始以来2018（平成30）年度の降雪期まで特別警報は一度も発出されなかった。気象庁では、防災関係機関からの意見や各官署での分析を踏まえ、2018年（平成30年）12月から「短時間の大雪に対して一層の警戒を呼びかける情報」を府県気象情報にて発表を開始した。また都道府県や市町村等への支援を強化し、この一環として、短時間の大雪に対して一層の警戒を呼びかける情報を提供することとなった。
記録的短時間大雨情報の雪版ともいえ、府県気象情報において見出しのみ発出の情報と定義している。過去6時間に顕著な降雪が観測された上、その後も大雪警報の発表基準を一定量上回ると見込まれる場合に、大規模な交通障害などへの警戒を呼びかける。ただし、当情報は降雪量を基準としており、積雪深を基準とする大雪特別警報とは性質が異なる。
2021年（令和3年）1月7日に本情報の初めての運用が行われた。

## 対象区域
- 東京管区気象台管内
  - 新潟県、富山県、石川県、福井県、岐阜県不破郡関ケ原町付近
- 仙台管区気象台管内
  - 山形県、福島県（会津地方）
- 大阪管区気象台管内
  - 滋賀県、京都府、兵庫県、岡山県、鳥取県、島根県、広島県

基本的に県単位での発出であるが、発出区域が一部となる福島県では「会津地方」、岐阜県では「関ケ原」の呼称を用いる。

## 沿革
- 2018年（平成30年）12月25日 - 新潟県、富山県、石川県、福井県にて試験運用を開始。[7]
- 2019年（令和元年）11月13日16時00分 - 新潟県、富山県、石川県、福井県、山形県、福島県（会津地方）に対して正式に運用開始[4]。
- 2021年（令和3年）
  - 1月7日 - 本情報の初の発表となる「顕著な大雪に関する富山県気象情報　第８号」が発表される[5]。
  - 12月1日 - 滋賀県、京都府、兵庫県、岡山県、鳥取県、島根県、広島県にも運用拡大。
- 2024年（令和6年）
  - 12月13日 - 岐阜県不破郡関ケ原町付近にも運用拡大[8]。

## 発表形式
以下は出典に掲載された発表例等をもとに、見出し、本文の段落をつけたものである。
顕著な大雪に関する××県気象情報 第○号
令和元年××月××日△△時△△分 ○○地方気象台発表
（見出し）
○○市○○で○日○時までの○時間で○○センチの顕著な降雪を観測しました。
この強い雪は○日昼過ぎにかけて続く見込みです。○○の平地では、大規模な交通障害の発生するおそれが高まっています。
（本文）

なし。
見出しのみの文章（短文形式） からなる情報により速やかに発表が可能としている。